# Natación sincronizada en los Juegos Olímpicos de Tokio 2020
Las competiciones de natación sincronizada en los Juegos Olímpicos de Tokio 2020 se realizaron en el Centro Acuático de Tokio del 2 al 7 de agosto de 2021.
En total fueron disputadas en este deporte dos pruebas diferentes, ambas femeninas. El programa de competiciones se mantuvo como en la edición anterior.

## Medallistas
| Evento               | Oro | Plata | Bronce |
| -------------------- | --- | --- | --- |
| Dúo (4 de agosto)    | Svetlana Kolesnichenko · Svetlana Romashina · ROC · 195,9079 pts. | Huang Xuechen · Sun Wenyan · República Popular China · 192,4499 pts.                                                                           | Marta Fiedina · Anastasiya Savchuk · Ucrania · 189,4620 pts. |
| Equipo (7 de agosto) | ROC · Vlada Chiguiriova · Marina Goliadkina · Svetlana Kolesnichenko · Polina Komar · Alexandra Patskevich · Svetlana Romashina · Ala Shishkina · Mariya Shurochkina · 196,0979 | República Popular China · Feng Yu · Guo Li · Huang Xuechen · Liang Xinping · Sun Wenyan · Wang Qianyi · Xiao Yanning · Yin Chengxin · 193,5310 | Ucrania · Maryna Alexiva · Vladyslava Alexiva · Marta Fiedina · Kateryna Reznik · Anastasiya Savchuk · Alina Shynkarenko · Xeniya Sydorenko · Yelyzaveta Yajno · 190,3018 |

## Medallero
| Núm. | País                    | Oro | Plata | Bronce | Total |
| ---- | ----------------------- | --- | ----- | ------ | ----- |
| 1    | ROC                     | 2   | 0     | 0      | 2     |
| 2    | República Popular China | 0   | 2     | 0      | 2     |
| 3    | Ucrania                 | 0   | 0     | 2      | 2     |
|      | TOTAL                   | 2   | 2     | 2      | 6     |